# Sertularella striata
Sertularella striata is een hydroïdpoliep uit de familie van de Sertulariidae. De poliep komt uit het geslacht Sertularella. Sertularella striata werd in 1923 voor het eerst wetenschappelijk beschreven door Eberhard Stechow. 